# Margaret Pole
Margaret Plantageneto, coniugata Pole, contessa di Salisbury (Farleigh Hungerford, 14 agosto 1473 – Londra, 27 maggio 1541), è stata una nobildonna inglese, figlia di Giorgio Plantageneto, I duca di Clarence, uno dei fratelli dei re Edoardo IV e Riccardo III e quindi, per nascita, una principessa reale.
Fu tra i pochi membri superstiti della dinastia dei Plantageneti dopo la Guerra delle due rose; fu giustiziata per ordine di Enrico VIII che era figlio di sua cugina Elisabetta di York. Papa Leone XIII la beatificò come martire della Chiesa cattolica il 29 dicembre 1889.

## Biografia
Lady Margaret nacque nel Castello di Farleigh Hungerford nel Somerset, figlia maggiore del Giorgio Plantageneto, duca di Clarence e di Isabella Neville, la figlia maggiore di Richard Neville, conte di Warwick e Salisbury ("Warwick the Kingmaker") e di Anne de Beauchamp, sua moglie, che ereditò la Contea di Warwick. Suo nonno era stato ucciso in combattimento contro suo zio, Edoardo IV d'Inghilterra nella Battaglia di Barnet; suo padre era stato creato in seguito Conte di Warwick e Salisbury; egli era già Duca di Clarence. Edoardo IV aveva dichiarato che il fratello minore di Margaret, Edward, fosse conosciuto come Conte di Warwik per titolo di cortesia, ma nessun dignità di pari era mai stata creata per lui.
Quando Margaret ebbe tre anni, sua madre e suo fratello minore morirono, suo padre uccise due dei suoi servi che credeva li avesse avvelenati e per questo fu condannato alla privazione dei diritti civili, alla confisca delle sue terre e infine fu giustiziato. Alla morte di Edoardo IV, il fratello di questi, Riccardo, duca di Gloucester, rivendicò il diritto di salire al trono col nome di Riccardo III d'Inghilterra, dichiarando che non essendo valido il matrimonio del defunto re, i figli che ne erano nati erano illegittimi ed inabili alla successione, ma anche che Margaret e suo fratello erano esclusi dal trono in conseguenza della condanna del padre.
Dopo la sconfitta di Riccardo III nella Battaglia di Bosworth nel 1485, il nuovo re Enrico VII d'Inghilterra sposò Elisabetta di York, la figlia di Edoardo IV, e riabilitò i discendenti del duca di Clarence: Edward, fratello di Margaret, fu brevemente mostrato in pubblico nella Cattedrale di St Paul's nel 1487 in risposta alla presentazione dell'impostore Lambert Simnel come il 'Conte di Warwick' ai lords irlandesi e, poco tempo dopo, probabilmente nel mese di novembre 1487, lo stesso re Enrico diede Margaret in sposa a Sir Richard Pole, uno dei suoi cugini (la madre di Richard Pole era sorellastra della madre del Re, Lady Margaret Beaufort), il che avrebbe reso più difficile per i cospiratori usarla come mezzo per detronizzarlo. Nel 1499, tuttavia, quando Perkin Warbeck si spacciò per il cugino Riccardo, duca di York, nel 1499, Edward fu privato dei diritti civili e giustiziato per il coinvolgimento nel complotto.
Sir Richard Pole detenne una serie di uffici nel governo di Enrico VII, il più alto fu come ciambellano di Arturo, principe di Galles, figlio maggiore di Enrico. Quando Arturo sposò Caterina d'Aragona, Margaret Pole divenne una delle sue dame di compagnia, ma il suo entourage fu sciolto quando Arturo morì nel 1502, durante l'adolescenza.
Nel 1504, Richard Pole morì, lasciando Margaret con cinque figli e con ben pochi beni tanto che fu lo stesso Enrico VII a pagare per il funerale di Sir Richard. Per facilitare la situazione, Lady Pole decise di avviare il suo terzogenito, Reginald, alla vita ecclesiastica: Reginald non deluse le aspettative materne compiendo una carriera ricca di eventi: ambasciatore pontificio, cardinale ed arcivescovo di Canterbury accanto a Maria I d'Inghilterra nel suo tentativo di restaurazione della religione cattolica..

### Contessa di Salisbury

Stemma di Margaret, contessa di Salisbury.

Coll'ascesa al trono di Enrico VIII nel 1509, Margaret fu nominata lady-in-waiting (dama di compagnia) della nuova regina Caterina d'Aragona. Nel 1512 il Parlamento la restaurò nelle proprietà di suo fratello, cioè i terreni di Warwick e Salisbury che erano stati di suo nonno e fino a quel momento amministrati dalla corona; lo stesso atto la restaurava anche nella Contea di Salisbury.
Lady Pole gestì bene le sue proprietà; nel 1538 era il quinto pari più ricco d'Inghilterra. Fu patrona del new learning come molti aristocratici del Rinascimento; Gentian Hervetus tradusse in inglese il De immensa misericordia Dei (La grande misericordia di Dio) che Erasmo da Rotterdam aveva scritto per lei.
Dei figli: il primogenito Henry Pole fu creato Barone di Montacute, ovvero di un altro dei titoli già appartenenti ai Neville, e si fece portavoce per la famiglia alla Camera dei Lords. Il secondogenito, Arthur, divenne uno dei sei Gentiluomini della camera privata anche se la sua carriera ebbe una battuta d'arresto quando il suo protettore, Edward Stafford, III duca di Buckingham, fu condannato per tradimento nel 1521, ma fu presto restaurato per la benevolenza del re. Arthur morì giovane intorno al 1526. Il giovane aveva sposato l'erede di Sir Roger Lewknor, ma la stessa suocera e lord Montagu insistettero perché facesse voto di castità perpetua, in modo da conservare la sua eredità per i suoi figli Pole. 
Sua figlia Ursula aveva sposato il figlio del duca di Buckingham, Edward Stafford, ma dopo la caduta del duca, alla coppia furono date solo alcune briciole dei suoi possedimenti; fu Margaret ad allevare le sue nipoti Stafford.
Alla nascita della principessa Maria, in seguito regina come Maria I, Lady Margaret divenne sua madrina e garante per la cresima e fu successivamente nominata governante della principessina e della sua casa. Negli anni successivi si parlò addirittura di un possibile matrimonio tra Maria e Reginald Pole, che non aveva ancora ricevuto gli ordini sacri: non fu ordinato sacerdote fino a poco prima di diventare arcivescovo nel 1556. Tuttavia, quando si cominciò a parlare di divorzio del re da Caterina d'Aragona, Reginald Pole coraggiosamente espresse la sua opinione nella vicenda e lasciò l'Inghilterra poco dopo.
La giovane principessa Maria era ancora affidata alle cure di Lady Margaret, quando Enrico sposò Anna Bolena e quando Lady Margaret contrastò i tentativi del re di dichiarare Maria illegittima, il sovrano la rimosse dal suo incarico, nonostante ella lo implorasse di poter seguire e servire Maria a proprie spese.
Margaret tornò a corte dopo la caduta di Anna Bolena, ma quando nel 1530 il figlio Reginald inviò a re Enrico una copia del suo trattato pubblicato Pro ecclesiasticae unitatis defensione, in risposta ai quesiti postigli a nome del Re da Thomas Cromwell, Cuthbert Tunstall, Thomas Starkey e altri, ed in cui denunciava la politica del sovrano, Enrico VIII decise che la famiglia Pole avrebbe pagato per l'insulto.

### Reclusione
La tragedia della famiglia Pole si consumò nel giro di poco tempo. Nonostante non vi fossero prove evidenti di un loro coinvolgimento in complotti contro il sovrano, Margaret e i figli furono rinchiusi alla Torre di Londra nel 1538. Il secondogenito Sir Geoffrey Pole, per aver salva la vita, confessò ed accusò i parenti e fu l'unico a sopravvivere. La madre e il figlio maggiore Henry furono condannati a morte, mentre il giovane figlio di questi, imprigionato, morì l'anno dopo.

### Esecuzione
Margaret Pole rifiutò fino alla fine di riconoscersi colpevole di tradimento. Il testo seguente è stato trovato inciso sulla parete della sua cella:
I am no traitor, no, not I!

My faithfulness stands fast and so,

Towards the block I shall not go!

Nor make one step, as you shall see;

Christ in Thy Mercy, save Thou me!»
Io non sono una traditrice, no, non io!

La mia fedeltà è salda e quindi,

Non andrò verso il ceppo!

Non farò un passo, come vedrete;

Cristo nella Tua Misericordia, salvami!»
(Margaret Pole)
La mattina del 27 maggio 1541 (alcune fonti dicono 28 maggio), Lady Margaret Pole, Contessa di Salisbury, venne a sapere che la sua esecuzione avrebbe avuto luogo entro un'ora. Lei rispose che nessun delitto le era stato imputato, tuttavia, venne tolta dalla sua cella e portata sul posto, nei perimetri della Torre di Londra, dove era stato preparato un blocco di legno. Essendo nobile di nascita, l'esecuzione non venne eseguita davanti all'intera popolazione, ma vi furono comunque circa centocinquanta testimoni.
Fu giustiziata con una barbarie spaventosa. Poiché aveva circa sessantasette anni ed era una donna ormai fragile e malata fu trascinata con forza verso il ceppo, davanti al quale rifiutò di porre la testa, finendo con l'essere costretta; mentre si dibatteva, l'inesperto boia sbagliò più volte, colpendola sulla spalla invece che sul collo. Per completare l'esecuzione furono necessari più di dieci colpi. Un'altra voce riferisce tuttavia che dopo il primo colpo maldestro, Margaret fosse scappata ed inseguita dal boia che per completare il suo lavoro le inferse undici colpi.
Fu sepolta nella cappella di San Pietro ad Vincula all'interno della Torre di Londra.

## Beatificazione
Suo figlio, Reginald Pole, disse che non avrebbe "... mai avuto paura di farsi chiamare figlio di una martire".
In seguito è stata onorata dai cattolici e in quanto tale fu beatificata nel 1886 da Papa Leone XIII.

## Figli
Dal matrimonio con Sir Richard Pole nacquero cinque figli:
- Henry Pole, I barone Montagu (c.1492 - 9 gennaio 1539) famoso per il processo ad Anna Bolena; sposò Jane Neville
- Arthur Pole (c.1499 - 1532)
- Reginald Pole (c.1500 - 17 novembre 1558) cardinale, ambasciatore papale in varie regioni ed infine Arcivescovo di Canterbury per la Chiesa Cattolica
- Sir Geoffrey Pole (c.1501 - 1562), dopo aver accusato i parenti, fu perdonato dal re che gli risparmiò la vita; visse il resto della propria vita povero ed in esilio, sul continente
- Lady Ursula Pole (c.1504 - 12 agosto 1570), sposò Henry Stafford, I barone Stafford

## Ascendenza
|                                               |                     |                                                  | Genitori                                       |  |  | Nonni |  |  | Bisnonni                                         |  |  | Trisnonni                  |  |
|                                               |                     |                                                  |                                                |  |  |       |  |  | 8. Riccardo Plantageneto, III conte di Cambridge |  |  | 16. Edmund, I duca di York |  |
|                                               |                     |                                                  |                                                |  |  |       |  |  | 8. Riccardo Plantageneto, III conte di Cambridge |  |  | 16. Edmund, I duca di York |  |
|                                               |                     | 17. Isabel di Castiglia                          |                                                |  |  |       |  |  | 8. Riccardo Plantageneto, III conte di Cambridge |  |  |                            |  |
| 4. Richard, III duca di York                  |                     |                                                  |                                                |  |  |       |  |  | 8. Riccardo Plantageneto, III conte di Cambridge |  |  |                            |  |
|                                               |                     | 9. Anne Mortimer                                 | 18. Roger Mortimer, IV conte di March          |  |  |       |  |  |                                                  |  |  |                            |  |
|                                               |                     | 9. Anne Mortimer                                 | 18. Roger Mortimer, IV conte di March          |  |  |       |  |  |                                                  |  |  |                            |  |
|                                               |                     | 9. Anne Mortimer                                 | 19. Alianore Holland                           |  |  |       |  |  |                                                  |  |  |                            |  |
| 2. George, I duca di Clarence                 |                     | 9. Anne Mortimer                                 |                                                |  |  |       |  |  |                                                  |  |  |                            |  |
|                                               |                     | 10. Ralph Neville, I conte di Westmorland        | 20. John Neville, III barone Neville di Raby   |  |  |       |  |  |                                                  |  |  |                            |  |
|                                               |                     | 10. Ralph Neville, I conte di Westmorland        | 20. John Neville, III barone Neville di Raby   |  |  |       |  |  |                                                  |  |  |                            |  |
|                                               |                     | 10. Ralph Neville, I conte di Westmorland        | 21. Maud Percy                                 |  |  |       |  |  |                                                  |  |  |                            |  |
| 5. Cecily Neville                             |                     | 10. Ralph Neville, I conte di Westmorland        |                                                |  |  |       |  |  |                                                  |  |  |                            |  |
|                                               |                     | 11. Joan Beaufort                                | 22. Giovanni Plantageneto, I duca di Lancaster |  |  |       |  |  |                                                  |  |  |                            |  |
|                                               |                     | 11. Joan Beaufort                                | 22. Giovanni Plantageneto, I duca di Lancaster |  |  |       |  |  |                                                  |  |  |                            |  |
|                                               |                     | 11. Joan Beaufort                                | 23. Katherine de Roet                          |  |  |       |  |  |                                                  |  |  |                            |  |
| 1. Margaret, contessa di Salisbury            |                     | 11. Joan Beaufort                                |                                                |  |  |       |  |  |                                                  |  |  |                            |  |
|                                               | 12. Richard Neville | 24. Ralph Neville, I conte di Westmorland (= 10) |                                                |  |  |       |  |  |                                                  |  |  |                            |  |
|                                               | 12. Richard Neville | 24. Ralph Neville, I conte di Westmorland (= 10) |                                                |  |  |       |  |  |                                                  |  |  |                            |  |
|                                               | 12. Richard Neville | 25. Joan Beaufort (= 11)                         |                                                |  |  |       |  |  |                                                  |  |  |                            |  |
| 6. Richard Neville, VI conte di Salisbury     | 12. Richard Neville |                                                  |                                                |  |  |       |  |  |                                                  |  |  |                            |  |
|                                               |                     | 13. Alice Montacute, V contessa di Salisbury     | 26. Thomas Montacute, IV conte di Salisbury    |  |  |       |  |  |                                                  |  |  |                            |  |
|                                               |                     | 13. Alice Montacute, V contessa di Salisbury     | 26. Thomas Montacute, IV conte di Salisbury    |  |  |       |  |  |                                                  |  |  |                            |  |
|                                               |                     | 13. Alice Montacute, V contessa di Salisbury     | 27. Eleanor Holland                            |  |  |       |  |  |                                                  |  |  |                            |  |
| 3. Isabel Neville                             |                     | 13. Alice Montacute, V contessa di Salisbury     |                                                |  |  |       |  |  |                                                  |  |  |                            |  |
|                                               |                     | 14. Richard de Beauchamp, XIII conte di Warwick  | 28. Thomas de Beauchamp, XII conte di Warwick  |  |  |       |  |  |                                                  |  |  |                            |  |
|                                               |                     | 14. Richard de Beauchamp, XIII conte di Warwick  | 28. Thomas de Beauchamp, XII conte di Warwick  |  |  |       |  |  |                                                  |  |  |                            |  |
|                                               |                     | 14. Richard de Beauchamp, XIII conte di Warwick  | 29. Margaret Ferrers                           |  |  |       |  |  |                                                  |  |  |                            |  |
| 7. Anne de Beauchamp, XVI contessa di Warwick |                     | 14. Richard de Beauchamp, XIII conte di Warwick  |                                                |  |  |       |  |  |                                                  |  |  |                            |  |
|                                               |                     | 15. Isabel Despenser, contessa di Worcester      | 30. Thomas Despenser, I conte di Gloucester    |  |  |       |  |  |                                                  |  |  |                            |  |
|                                               |                     | 15. Isabel Despenser, contessa di Worcester      | 30. Thomas Despenser, I conte di Gloucester    |  |  |       |  |  |                                                  |  |  |                            |  |
|                                               |                     | 15. Isabel Despenser, contessa di Worcester      | 31. Constance di York                          |  |  |       |  |  |                                                  |  |  |                            |  |
|                                               |                     | 15. Isabel Despenser, contessa di Worcester      |                                                |  |  |       |  |  |                                                  |  |  |                            |  |